# Frankrikes Grand Prix 1973
Frankrikes Grand Prix 1973 var det åttonde av 15 lopp ingående i formel 1-VM 1973. 

## Resultat
1. Ronnie Peterson, Lotus-Ford, 9 poäng
2. François Cévert, Tyrrell-Ford, 6
3. Carlos Reutemann, Brabham-Ford, 4
4. Jackie Stewart, Tyrrell-Ford, 3
5. Jacky Ickx, Ferrari, 2
6. James Hunt, Hesketh (March-Ford), 1
7. Arturo Merzario, Ferrari
8. Denny Hulme, McLaren-Ford
9. Niki Lauda, BRM
10. Graham Hill, Hill (Shadow-Ford)
11. Jean-Pierre Beltoise, BRM
12. Clay Regazzoni, BRM
13. Carlos Pace, Surtees-Ford
14. Howden Ganley, Williams (Iso Marlboro-Ford)
15. Rikky von Opel, Ensign-Ford
16. Wilson Fittipaldi, Brabham-Ford

### Förare som bröt loppet
- Jody Scheckter, McLaren-Ford (varv 43, olycka)
- Emerson Fittipaldi, Lotus-Ford (41, olycka)
- Mike Hailwood, Surtees-Ford (29, oljeläcka)
- Andrea de Adamich, Brabham-Ford (28, bakaxel)
- Reine Wisell, Clarke-Mordaunt-Guthrie (March-Ford) (20, överhettning)
- George Follmer, Shadow-Ford (16, bränslesystem)
- Henri Pescarolo, Williams (Iso Marlboro-Ford) (16, överhettning)
- Jean-Pierre Jarier, March-Ford (7, bakaxel)
- Jackie Oliver, Shadow-Ford (0, koppling)